# Xabadim Maomé de Nasa
Xabadim ou Xabardim de Nasa (Shihab al-Din Muhammad al-Nasawi; m. ca. 1250), conhecido como Nasavi, foi secretário e biógrafo de Jalaladim Mingueburnu (r. 1220–1231), o último xá do Império Corásmio. Nascido em Nasā, no Coração, testemunhou em primeira mão a invasão mongol da Corásmia e as subsequentes aventuras militares e a fuga de Jalaladim, das quais deixou registro escrito em árabe de cerca de 1241.